# Vlieland

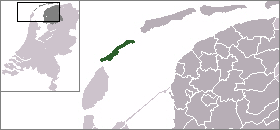
Vlielands läge

Vlieland (fy. Flylân) är en kommun i provinsen Friesland i Nederländerna. Kommunens totala area är 315,79 km² (där 275,78 km² är vatten) och invånarantalet är på 1 126 invånare (2005). Huvudort och enda byn är Oost-Vlieland. Vlieland är andra ön, räknad från väst, i ökedjan kallad de frisiska öarna (nl. Waddeneilanden; fy. Waadeilannen) som ligger utmed kusten av Nederländerna, Tyskland och Danmark. Den grunda delen av Nordsjön som ligger mellan ökedjan och fastlandet kallas Vadehavet (nl. Waddenzee; fy. Waadsee eller it Waad). Viktigaste näringsgren på Vlieland är turismen. Färjeförbindelse med hamnstaden Harlingen på fastlandet.